# 千葉市ふるさと農園
千葉市ふるさと農園（ちばしふるさとのうえん）は、千葉県千葉市花見川区千種町にある市民農園で、都市空間の中で地域独自な農業空間の再現を目指したものである。そして、都市住民が直接農業を体験し、農業への認識を深めることを考慮している。

## 概要等
交通:京成千葉中央駅前より京成バス勝田台駅行き。事業主体:千葉市農政課。設計: L.A.U都市施設研究所。施工・造園:幸世建設、神鳥造園、東城園、京葉園芸、須崎建設。建築:白井興業。規模:田園エリア 1.4ha。総工費:約3億円。工期: 1989年4月 - 1993年11月
「田園」を人と自然の共生を考える環境教育の場として捉え、人間と自然の密接な結びつきを感じてもらう設計をしている。農生活の中に潜在する自然を発見し、理解することができる。また農景観の美しさ、たくましさ、懐かしさを感じてもらう演出をしており田園景観の新たな行方と、都市農地の役割を提示している。